# Insensitive Munition
Insensitive Munition (IM), auch unempfindliche Munition, ist eine Munitionsart, die besonders sicher zu handhaben ist, ohne ungewollt zu detonieren. Sie muss daher in der Lage sein, externe Einflüsse wie mechanische Schocks oder Hitze zu überstehen. Dennoch muss sie immer bestimmungsgemäß funktionieren.

## Begriffsverwendung
Insensitive Munitions (IM) und Insensitive Explosives (IE) sowie Insensitive High Explosives (IHE) sind Begrifflichkeiten aus dem angloamerikanischen Raum. Sie stehen für Zuordnungen des jeweiligen Materials, das als unempfindlich gilt und bestimmte Anforderungen erfüllt.

## Beschreibung
Die insensitive Munition darf nur verbrennen und nicht detonieren, weder wenn sie erhitzt, noch von anderen Geschossen oder Splittern oder der Detonationswelle einer in der Nähe stattfindenden Explosion getroffen wird. Der Begriff findet unter anderem Anwendung auf Sprengköpfe, Bomben, Raketentriebwerke, Panzergeschosse, Artilleriegeschosse, Patronen, wobei die Definition stark länderabhängig ist.
Prinzipiell gibt es drei verschiedene Ansätze insensitive Munition zu gewährleisten:
1. Schutz durch Transportbehälter oder Ummantelungen: Durch geeignete Transportbehälter oder Ummantelungen kann ein beschränkter, externer Schutz vor mechanischer oder thermischer Beschädigung aufgebaut werden.
2. Chemische Stabilität des Treibmittels oder Sprengstoffes: Durch die Wahl von geeigneten chemischen Mixturen kann eine höhere Stabilität erreicht werden.
3. Gehäusekonstruktion: Das Gehäuse, in dem sich der Explosivstoff befindet, kann so konstruiert werden, dass eine Belüftung oder Druckabbau möglich sind und so die Explosion vermieden wird, das heißt, es kann beispielsweise ein Abbrennen des Sprengstoffes ermöglicht werden, ohne einen kritischen Druck zu erzeugen.

Insensitive Munition soll im Schadensfall nicht explodieren, kann aber beim Verbrennen immer noch starke Hitze und durch die Verbrennungsgase einen Druck aufbauen, der Zerstörung anrichten kann. Die Konstruktion von insensitiver Munition setzt umfangreiche und teure Tests voraus. Daher wird heute oft auf Simulationsprogramme zurückgegriffen.

## Insensitive Sprengstoffe
Insensitive Munition ist praktisch immer mit feuer- und stoßsicherem Sprengstoff gefüllt. Meist kommen hier polymer-gebundener Sprengstoff (PBX), TATB oder andere insensitive Sprengstoffmischungen zum Einsatz. So wird TATB nicht explodieren, wenn es verbrannt oder von einem Granatsplitter getroffen wird. Es gibt insensitive Sprengstoffe, die vor der Polymerisierung als Mischung in das Geschoss eingefüllt werden, andere werden als Granulat eingefüllt, wieder andere lassen sich schmelzen und flüssig einfüllen.
Der insensitive und Nitroguanidin-haltige Sprengstoff IMX-101 wurde beispielsweise von der US-Armee als Ersatz für TNT zugelassen.

## Hintergrund
Nach dem Nuklearunfall von Palomares am 17. Januar 1966, bei dem ein B-52G-Bomber mit vier Typ B28RI-Wasserstoffbomben abstürzte, und dem Absturz einer weiteren B-52 in der Nähe der Thule Air Base am 21. Januar 1968, verseuchte die Explosion des konventionellen Sprengstoffes durch die Verteilung des radioaktiven Materials große Landstriche. Daher wurden Anstrengungen unternommen, einen Sprengstoff zu finden, der einen derartigen Flugzeugabsturz überstehen würde, ohne zu explodieren.
Das Lawrence Livermore National Laboratory entwickelte daraufhin den „Susan Test“, der die Belastung eines Flugzeugabsturzes simuliert. Das Los Alamos National Laboratory entwickelte basierend auf diesem Test einen insensitiven Sprengstoff (englisch insensitive high explosive, IHE) zur Verwendung in US-amerikanischen Nuklearwaffen. Diese IHE überstehen einen Abprall mit 460 m/s (konventionelle Sprengstoffe detonieren bereits bei 30 m/s).
IM benötigt beim Lagern weniger Sicherheitsabstand, Brände können leichter gelöscht werden, ist sicherer im Transport und am Ende der Lebensdauer leichter zu entsorgen.

## Verwendung

### Verwendung in Nuklearwaffen
Der insensitive Sprengstoff steht der US-Armee seit 1979 zur Verfügung. Bis zum Jahr 1991 wurde er in rund 25 % der Nuklearwaffen verwendet. Moderne US-amerikanische und britische Nuklearwaffen besitzen heute alle Primärladungen aus IHE. Hier kommen praktisch ausschließlich TATB der Mischungen LX-17-0 und PBX-9502 zum Einsatz.

### Verwendung in konventionellen Waffen und zivile Nutzung
Zur Verringerung des Risikos unkontrollierter Detonationen werden heute auch im Bereich der konventionellen Waffen immer mehr insensitive Munitionen oder Sprengstoffe eingesetzt. Typische 155 mm Artilleriegeschosse sind zum Beispiel „LU 211 IM“ oder „DM121“.
Auch im zivilen Bereich werden zur Verringerung des Risikos hochbrisante Sprengstoffe ersetzt.